# Rhexoza similis
Rhexoza similis is een muggensoort uit de familie van de Scatopsidae. De wetenschappelijke naam van de soort is voor het eerst geldig gepubliceerd in 1938 door Beekey.